# Mary Weiss
Mary Louise Weiss, född 28 december 1948 i Queens-området Cambria Heights i New York, död 19 januari 2024 i Palm Springs i Kalifornien, var en amerikansk sångerska, mest känd som huvudsångerska i 60-talsgruppen The Shangri-Las.

## Uppväxt
Mary Louise Weiss föddes i Cambria Heights, beläget i stadsdelen Queens i New York, till en judisk familj, den 28 december 1948. Hon växte upp tillsammans med modern Elizabeth (född Treubig), samt med sina två äldre syskon Betty och George, detta efter att fadern Harry Weiss hade gått bort, när hon var sex veckor gammal. Hon skulle sedan komma att sjunga i skolpjäser och körer, samt lyssna på hur hennes Elvis-älskande bror och hans vänner framförde dåtidens mest populära låtar. Hon gick dessutom som fjortonåring år 1963, på sin allra första konsert, som var med rockduon The Everly Brothers, på nöjesparken Freedomland U.S.A. i New York.

## Karriär

### The Shangri-Las
Weiss och hennes äldre syster Betty blev under deras high school-tid vänner med tvillingsystrarna Mary Ann (1948–1970) och Marge Ganser (1948–1996), som också kom från en judisk familj. År 1963 bildade de två syskonparen musikgruppen The Shangri-Las. De skulle senare komma att uppmärksammas av lokalproducenten Artie Ripp, som såg till att de blev signade för Kama Sutra Productions. Deras första singel, "Simon Says", som rentav blev en enda stor flopp, släpptes också under år 1963. Efter att ha spelat in demos och blivit signade för Red Bird Records, samt tagit sig till Brill Building och samarbetat med hitmakarduon Jeff Barry och Ellie Greenwich, spelade gruppen år 1964 in sin första hitlåt "Remember (Walking in the Sand)", och den Shadow Morton-producerade låten "Leader of the Pack", som kammade hem förstaplatsen på Billboard Hot 100-listorna år 1964. Den förstnämnda låten hamnade på en femteplats på listorna i USA, och tävlade dessutom mot andra låtar och hits av bland annat de brittiska musikgrupperna The Beatles och The Rolling Stones, som Weiss och de övriga medlemmarna i The Shangri-Las även skulle agera supportband åt under konserter.
The Shangri-Las blev därefter en ledande tjejgrupp under 1960-talet, tills det att de splittrades under år 1968. Weiss reste sedan hela vägen ner till San Francisco, för att pröva på en helt annan livsstil. Hon valde då att ge upp hela sin sångkarriär, för att sedan gifta sig med maken Edward Ryan, och få jobb på en arkitektbyrå. Hon fick sedan jobb som kommersiell inredningsdesigner, i hemstaden New York. Hon och resten av medlemmarna i The Shangri-Las skulle även göra vissa då och då-framträdanden under 1970-talet, vilket skulle leda till ett misslyckat försök till en gruppombildning år 1976, denna gång på skivbolaget Sire Records. År 1989 återförenades dock The Shangri-Las, genom att uppträda på en av Cousin Brucies shower, på Meadowlands i East Rutherford, New Jersey.
År 2019 valdes The Shangri-Las låt "Leader of the Pack" in i singelkategorin, på Rock and Roll Hall of Fame i Cleveland, Ohio.

### Soloalbum
År 2005 valde Weiss att lämna sitt tidigare jobb som kommersiell inredningsdesigner, för att återigen satsa helhjärtat på musiken. Hon spelade, efter viss övertalning, in sitt soloalbum Dangerous Game år 2007, trots att hon då inte hade sjungit på nästan tjugo år. Detta kritikerrosade album, som backades upp av rock'n'roll-bandet Reigning Sound, släpptes sedan av Norton Records, i mars 2007.

## Privatliv/död
Efter tiden med The Shangri-Las, började Weiss med att jobba som inköpsagent på Manhattan, i hemstaden New York. Hon nämnde i en intervju år 2007, att hon började jobba för en arkitektbyrå, och att hon var seriöst intresserad av det. Hon nämnde också, att hon sedan kom in på jobbet med kommersiella interiörer, med stora projekt och byggnader. Hon skulle senare komma att bli huvudinköpsagent, där hon hade hand om den kommersiella möbelhandeln. Hon drev också en egen möbelaffär, samt var inredare, under slutet av 1980-talet. År 2001 var hon även möbelkonsult åt en del New York-företag.
Weiss dog av en kroniskt obstruktiv lungsjukdom, i sitt hem i Palm Springs, Kalifornien, den 19 januari 2024. Hon blev 75 år gammal.